# 이행수
이행수(1990년 8월 27일 ~ )는 대한민국의 축구 선수이다. 포지션은 공격수이다.